# El Rieral de Bigues
El Rieral de Bigues és el nom d'un antic nucli de masies esdevingut urbanització de Bigues (poble del Vallès), en el terme municipal de Bigues i Riells del Fai que, amb el pas del temps, s'ha anat convertint en el nucli principal del terme i la seva capital.

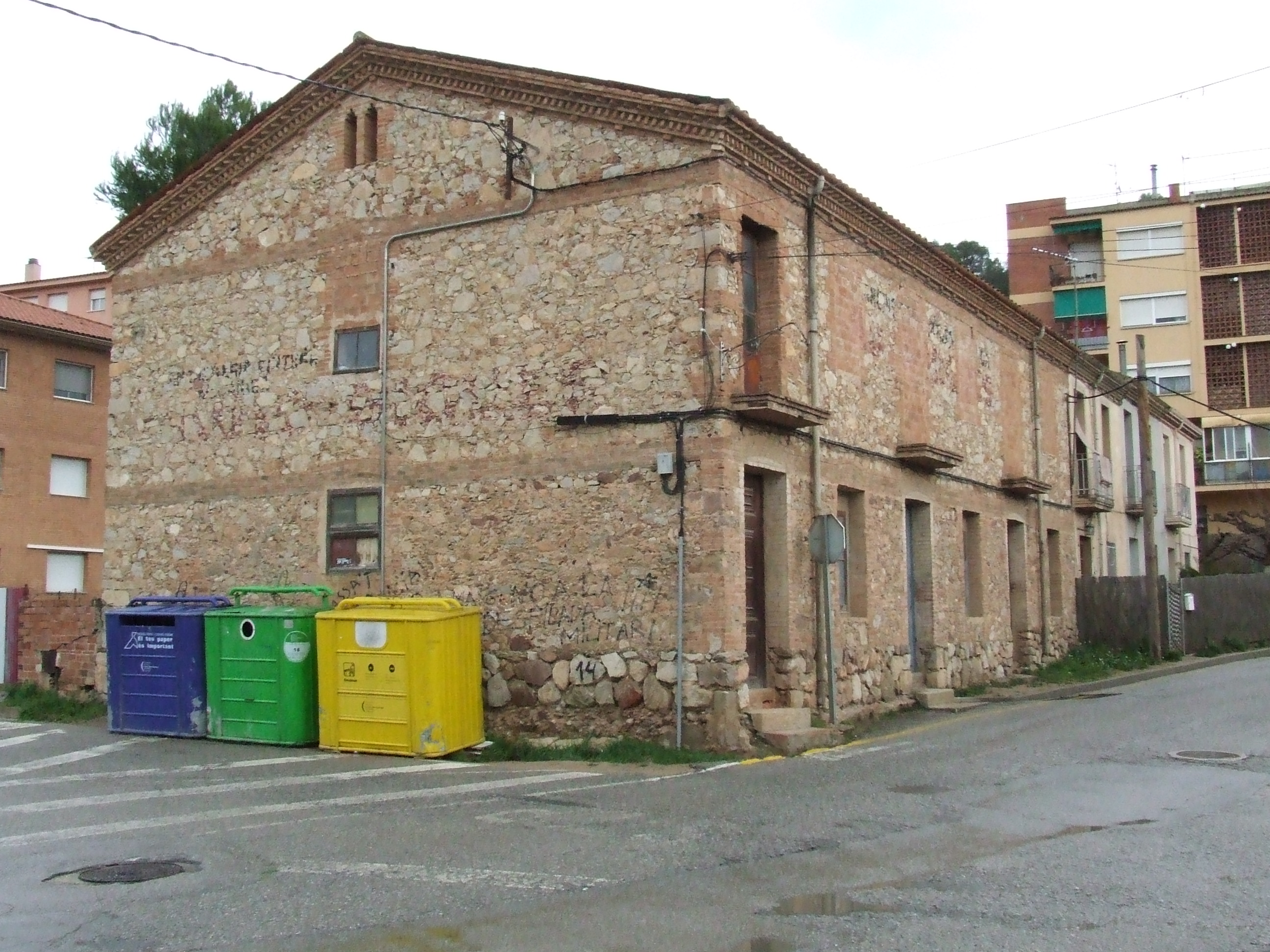
Les cases del Barri Montserrat

Està situat al peu de la carretera BV-1483, entre els punts quilomètrics 23,9 i 24,9. La Casa de la Vila de l'ajuntament de Bigues i Riells del Fai és en el seu extrem nord-oest, i el Centre d'Atenció Primària, en el sud-est. A la zona central és on hi ha Ca l'Arcís, en l'actualitat bar i restaurant, que acull l'actual sala de teatre de Bigues, la Sala de Ca l'Arcís, el Pavelló Esportiu Municipal i l'escola El Turó, a part de la gran majoria d'establiments comercials del poble.
Al voltant d'unes poques, principalment Can Sapera, Can Prat Corona, Can Prat Nou, Can Pruna i Can Bosc, en un primer agrupament, es va començar a congriar un nucli de població, on van sorgir les primeres agrupacions de cases, com el Barri Montserrat o les Cases de la Plaça de la Fruita, i a poc a poc es va anar formant la urbanització del Rieral de Bigues, al lloc on el riu Tenes traça una vall ampla en deixar enrere la zona muntanyosa del Moianès i de Riells del Fai.
El teixit urbà actual de Bigues va anar estenent-se cap a altres masies i molins: La Baliarda, Can Gaietà, Can Vilanou, Cal Tasar, Can Valls, Can Flixer, Can Pruna Vell, la Figuera, Vil·la Carlota, Can Coromines, Can Quimet i Can Flixeret, de nord-oest a sud-est, a l'esquerra del Tenes, i Can Noguera, Can Feliu i les Granges de Can Feliu, el Molinet, Can Fes, Can Bacardí. la Torre, Can Segimon, Ca l'Espasa, Can Coix, el Flix, Can Taberner i el Molí Sec, en el mateix sentit a la dreta del riu.
En el moment actual la trama urbana té com a eix principal la carretera BP-1432, que en el seu pas per Bigues rep el nom d'Avinguda de Prat de la Riba. El Rieral de Bigues acull 1.713 habitants, un 19% de la població del terme. A part dels principals comerços, el Rieral de Bigues té, en el seu extrem nord-oest, la Casa de la Vila, a la part central, el Pavelló esportiu i l'escola de primària El Turó i a l'extrem oriental, el Centre d'Atenció Primària (CAP). També hi ha una casa de cultura que, després de diversos anys aturada, a principis del 2011 s'hi anuncia l'apertura de la biblioteca pública.